# 福泽谕吉
福泽諭吉（日语：〔〕／ Fukuzawa Yūkichi，1835年1月10日—1901年2月3日），日本明治时期啟蒙思想家、教育家、东京学士会院首任院长、庆应义塾大学创立者、明治時代六大教育家之一，影響明治維新運動甚鉅，1880年，擔任興亚會的顾问。
福泽谕吉並沒有受到特定學說的影響，而產生一貫的理論架構，但他是最早將經濟學由英文世界引入日本的人之一，亦是将复式记账法與近代保险引進日本的先驅。
為了表揚福泽對近代日本經濟的貢獻，大藏省理财局將福泽的頭像印在1万日元紙幣的正面上。1984年，大藏省理财局曾计划将聖德太子的头像印在十万日元纸币上，野口英世的头像印在五万日元纸币上，福泽谕吉的头像印在一万日元纸币上，但十万元和五万元纸币没有发行，福泽谕吉成为日本最高面额纸币上的人物。

## 生平

《近世名士写真》里的福泽谕吉像

中津市的福泽谕吉故居

天保六年十二月十二日（1835年1月10日），福澤諭吉出生於攝津國大坂堂岛（今大阪府大阪市福島区），肖馬。他出身於德川末期下級武士家庭:出版説明1，当时的丰前国中津藩（今屬九州大分縣中津市）藏屋敷的下等武士福泽百助的次子。由于他出生的当晚，作为儒学家的父亲刚刚获得《上谕条例》（记录清朝乾隆帝时期的法令的著作），因此给他取名为“谕吉”。谕吉的父亲既从事管理与大坂的商人的贷款业务，也是一位通晓儒学的学者。但是由于身份卑微，在等级制度森严的中津藩一直未能有所建树，终生不得志而溘然逝世。因此，谕吉在日后说“门阀等级制度是父亲的敌人”，他本人对封建制度也开始产生怀疑。
谕吉在1岁6个月的时候就失去了父亲，回到中津（现在的大分县）。他与他的兄弟或者当时的普通武士家子弟不同，并没有忠孝仁义的观念，也不敬神佛。他起初也非常厌倦读书，到了14-15岁的时候，由于周边环境的压力，他才开始学习。不久，他的能力就逐渐积累，渐渐地开始阅读各种汉文书籍。
安政元年（1854年），19岁的谕吉前往长崎市学习兰学，成為他人生的轉捩點。由于黑船來航後日本国内对火炮战术的需求高涨，而学习荷兰的火炮技术必须要有通晓荷兰语的人才，谕吉的兄长便建议谕吉学习荷兰语。此后谕吉拜访了长崎的火炮专家山本物次郎，在荷兰语翻译的指导下开始学习荷兰语。
安政二年（1855年），介绍谕吉认识山本的奥平壹岐与谕吉不和，便通知谕吉返回中津。但是，从离开中津那时便不打算再回去的谕吉却自行经过大坂前往江户（现东京）。他到大坂后，便去投靠与父亲同在中津藩藏屋敷工作的兄长。兄长劝阻他前往江户，并说服谕吉前往大坂学习兰学。于是谕吉便来到了緒方洪庵的适塾。这中间，因为患伤寒，曾暂时回到中津休养。
安政三年（1856年），福澤諭吉再次前往大坂求学。同年，由于兄长去世，他成为福泽家的户主。但是，他仍然没有放弃求学，变卖了父亲的藏书和部分家产后，还清了债务，虽然除了母亲以外的亲戚都表示反对，但是谕吉还是毅然前往大坂。由于他无力支付学费，便从奥平壹岐处借来便偷偷抄写的建设工程学的教科书《C.M.H.Pel,Handleiding tot de Kennis der Versterkingskunst,Hertogenbosch 》，并以翻译该书的名义作为绪方的食客而学习。1857年，谕吉成为适塾的塾长。他在塾中研读抄写荷兰语的原著，并根据书中的理论进行化学实验等。但是由于他害怕见到血，从来没有做过放血或者解剖手术。虽然适塾主要是教授医学，但是谕吉对荷兰语的学习超过了对医学的兴趣。
安政五年（1858年），福澤諭吉为了担任在江戶的中津藩邸内设立的兰学塾的讲师，便和古川正雄（当时名为冈本周吉，后改名古川节藏）结伴前往江户。当时住在筑地铁炮洲的奥平家的中屋敷，在那里教授兰学。这个小规模的兰学塾后来成为了庆应义塾的前身，因此这一年便被定为庆应义塾大学的创立时间。
安政六年（1859年），谕吉前往横滨。当时，根据日美修好通商条約，横滨成为了外国人居留地。但是当地全用英语，学习了荷兰语的谕吉连招牌的文字都看不懂。从此他痛感学习英语的必要，便开始通过字典等自学英语。

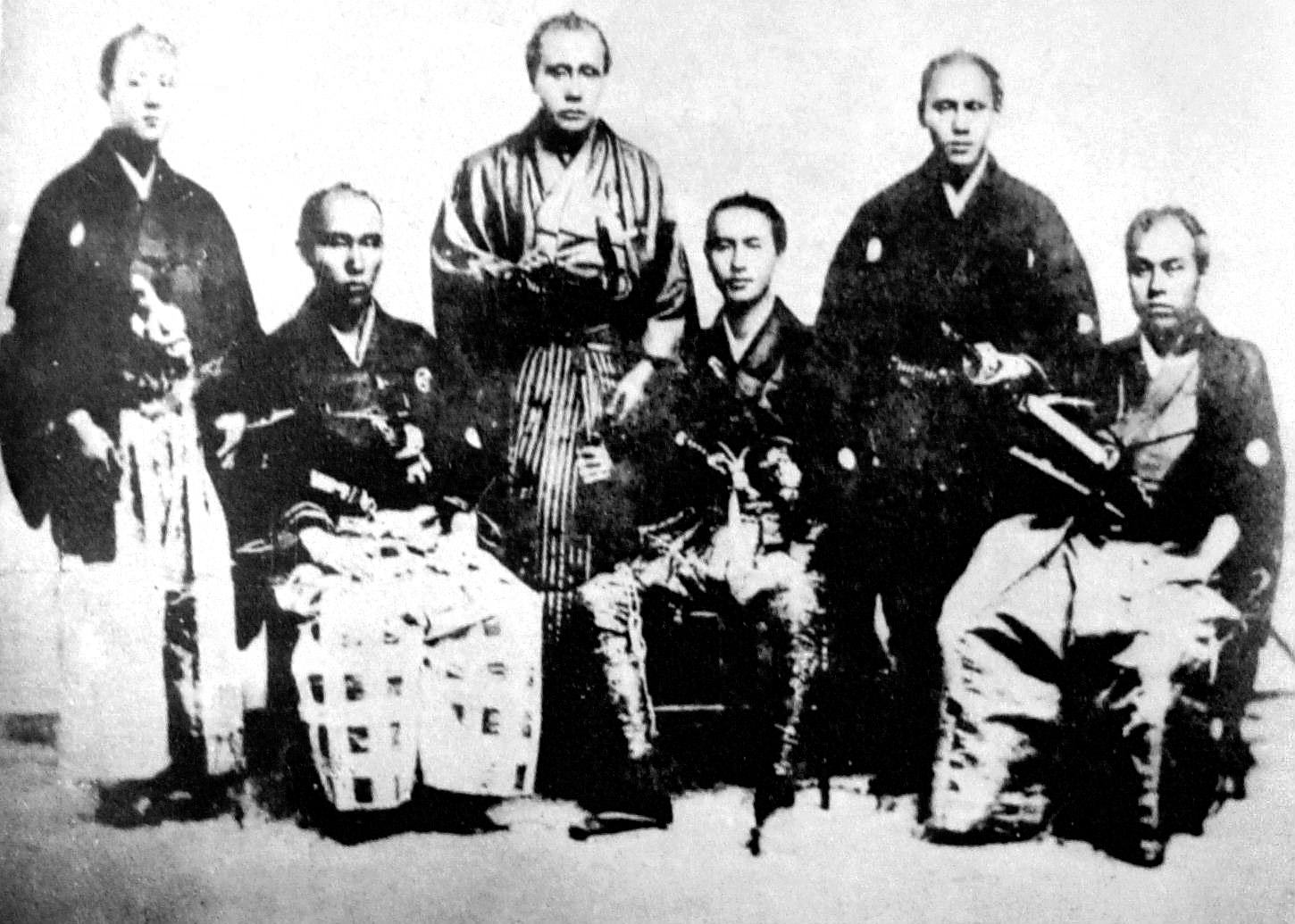
咸临丸的指挥官合影，前排右端为福泽谕吉（1860年）

同年冬，为了交换《日美修好通商条約》的批准文本，日本使团要乘坐美国的军舰Powhatan号赴美国，日本决定派遣咸临丸作为护卫舰。福澤諭吉作为咸临丸的军官木村摄津守的助手，在1860年前往美国。当时咸临丸的指挥官是胜海舟。之后，福泽也以在首次看到蒸汽船仅仅7年后就乘坐完全由日本人操纵的军舰横渡太平洋而感到自豪。他目擊當時日本在列強環伺欺凌下，國家獨立受到嚴重威脅，福澤以謀求國家獨立富強為己任:出版説明1。

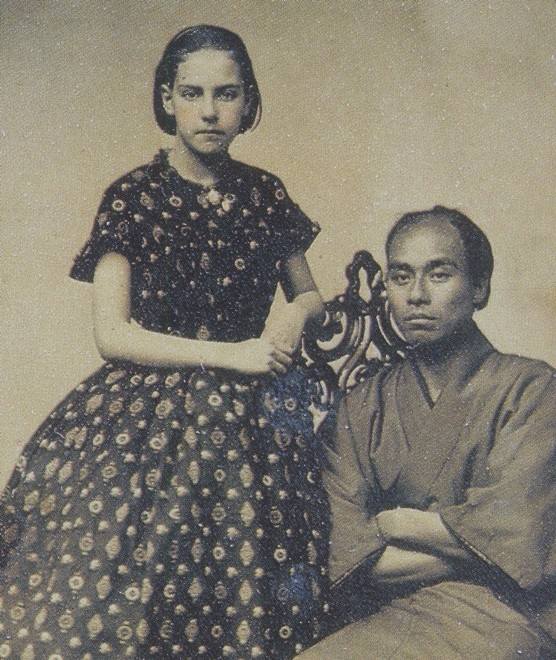
1860年，福泽谕吉在美國舊金山的一幀照片（和當地攝影師十二歲的女兒Theodora Alice Shew合影）。

他早歲遊歷歐美，受近代科學和西方自由民主思想影響很深，回國以後，他極力介紹西方國家狀況，傳播自由平等之説，以倡導民權，促進「文明開化」，並鼓勵日本人學習科學，興辦企業，發揚獨立自主精神，以爭取日本民族獨立:出版説明1。虽然福澤已经在书上了解了很多美国的事物，但是还是受到了文化差异的震撼。例如他在书中写道，在日本，几乎没有人不知道德川家康子孙的近况，但是美国人几乎没有人了解乔治·华盛顿的后代们的生活。（事实上，华盛顿并没有留下后裔） 福澤还和同行的翻译中滨万次郎一起购买了韋伯字典的盗版书带回国内，成为日后研究的帮助。
回国后，他仍然在铁炮洲教授课程。但是此时他决定放弃荷兰语，专教英语，把兰学塾改变成英学塾。同时也受雇于幕府，从事政府公文的翻译。据说当时他对于不能理解的英文部分，还需要参考荷兰语的译本进行翻译。回国的当年，福泽还将在美国购买的汉语和英文对译本词汇集《华英通语》加入日语译文，作为《增订华英通语》出版。这是福泽谕吉最早出版的书籍。在书中，福泽将表示V的发音的假名“ウ”上面加上浊音符号变成“ヴ”，这成为后来日本通行的标注方法。

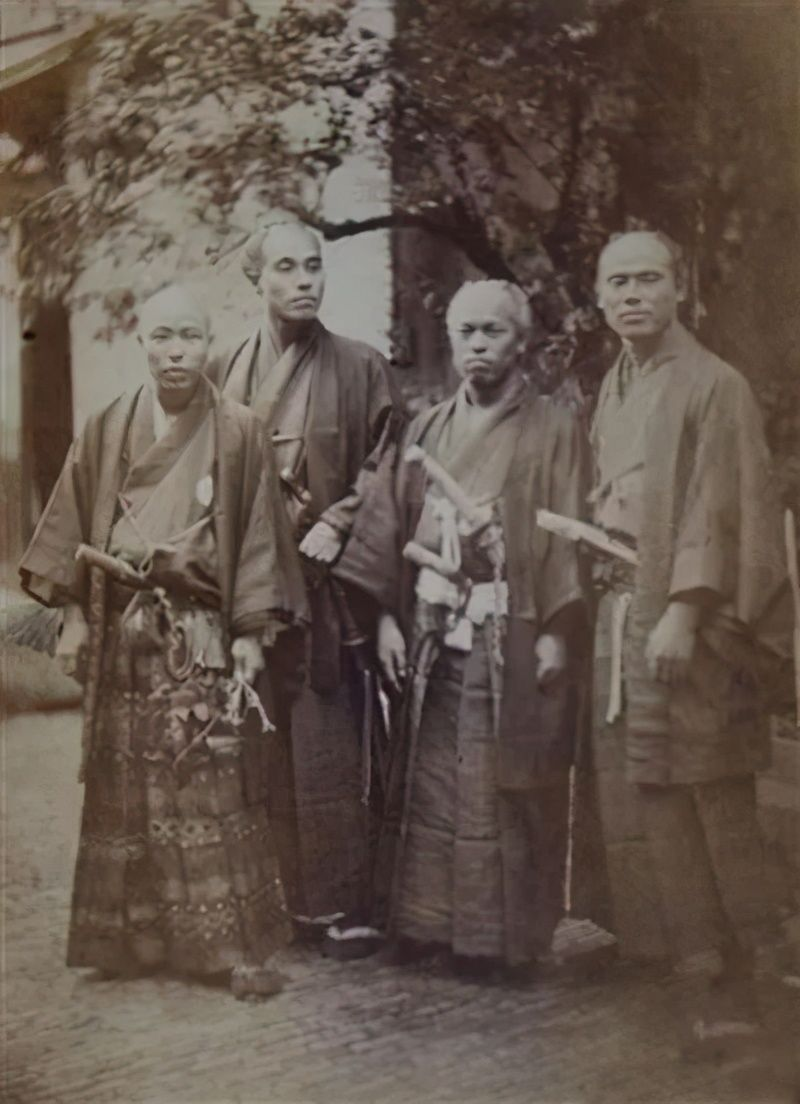
1862年，烏德勒支大使館前的訪歐團成員，福泽谕吉（左邊第2人）

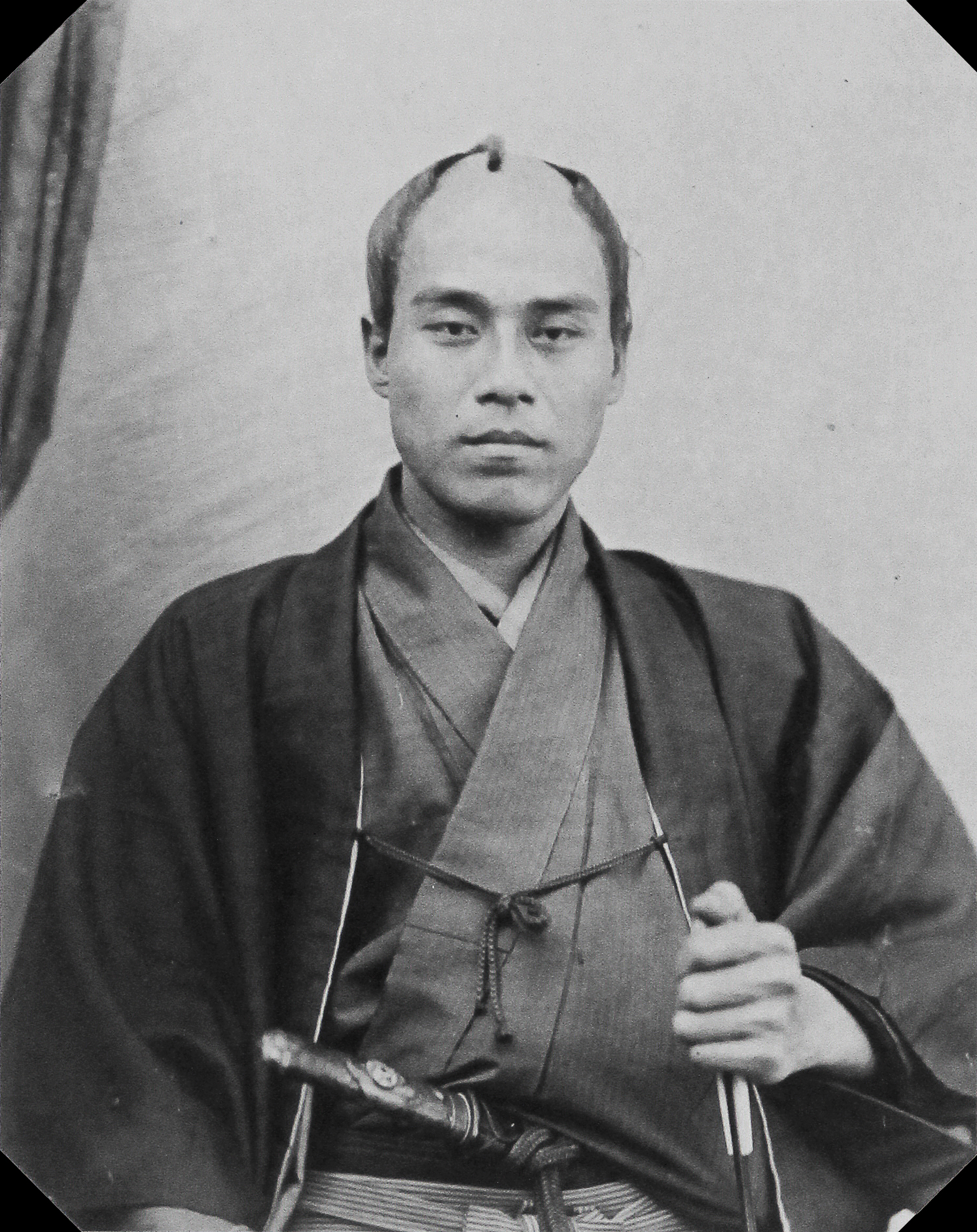
福泽谕吉在巴黎（1862年）

文久二年（1862年）冬天，日本派遣以竹内下野守为正使的使节团出使欧洲各国，福泽谕吉也随之同行。当时也用幕府发给的津贴费买了许多英文书籍带回日本。他在欧洲对于土地买卖等制度也感受到了文化的差异，并对于许多在书本上无法看到的事物进行调查。例如欧洲人习以为常但日本人前所未闻的医院、银行、邮政法、征兵令、选举、议会等。
通过这几次参加海外使团的经历，福泽痛感在日本普及西学的重要。回国后，他写作了《西洋事情》等书，开始了对西学的启蒙運动。当时，他曾作为官员提倡幕府机构的改革，但在1868年（庆应4年）后，便将兰学塾改名为“庆应义塾”，专心从事教育活动。

### 晚年
在明治维新后，福澤諭吉继续大力提倡普及西学。并针对日益高涨的国会设立运动，提出创立英国流的不成文宪法的论调。他在明治十四年（1881年）的明治十四年政变后与政府要人绝交，在1882年创办日报《時事新報（日語）》，遵循不偏不倚的立场，引导社会舆论。

### 逝世
明治三十一年（1898年）福澤諭吉因為脑出血而病倒，之后虽然一度康复，但福澤諭吉還是在明治三十四年十二月十五日（1901年2月3日）因為腦中風而溘然長逝，享壽六十六歲。

### 身後
戒名「大观院独立自尊居士」。在葬礼上，遗属遵从福泽的遺志，婉拒了各方的献花，但是唯独默然收下了福澤諭吉的盟友大隈重信送来的丧礼。

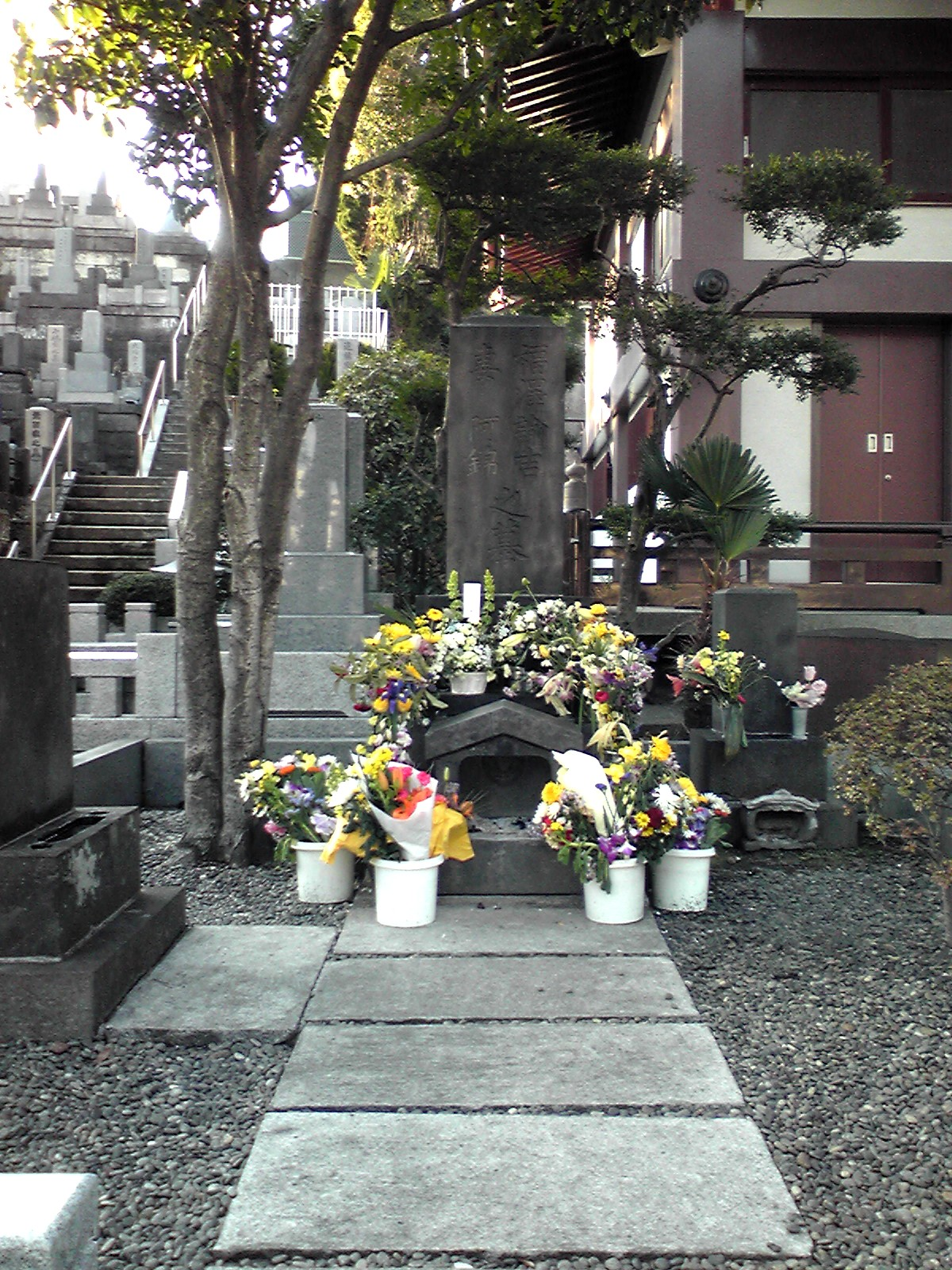
雪池忌

## 思想

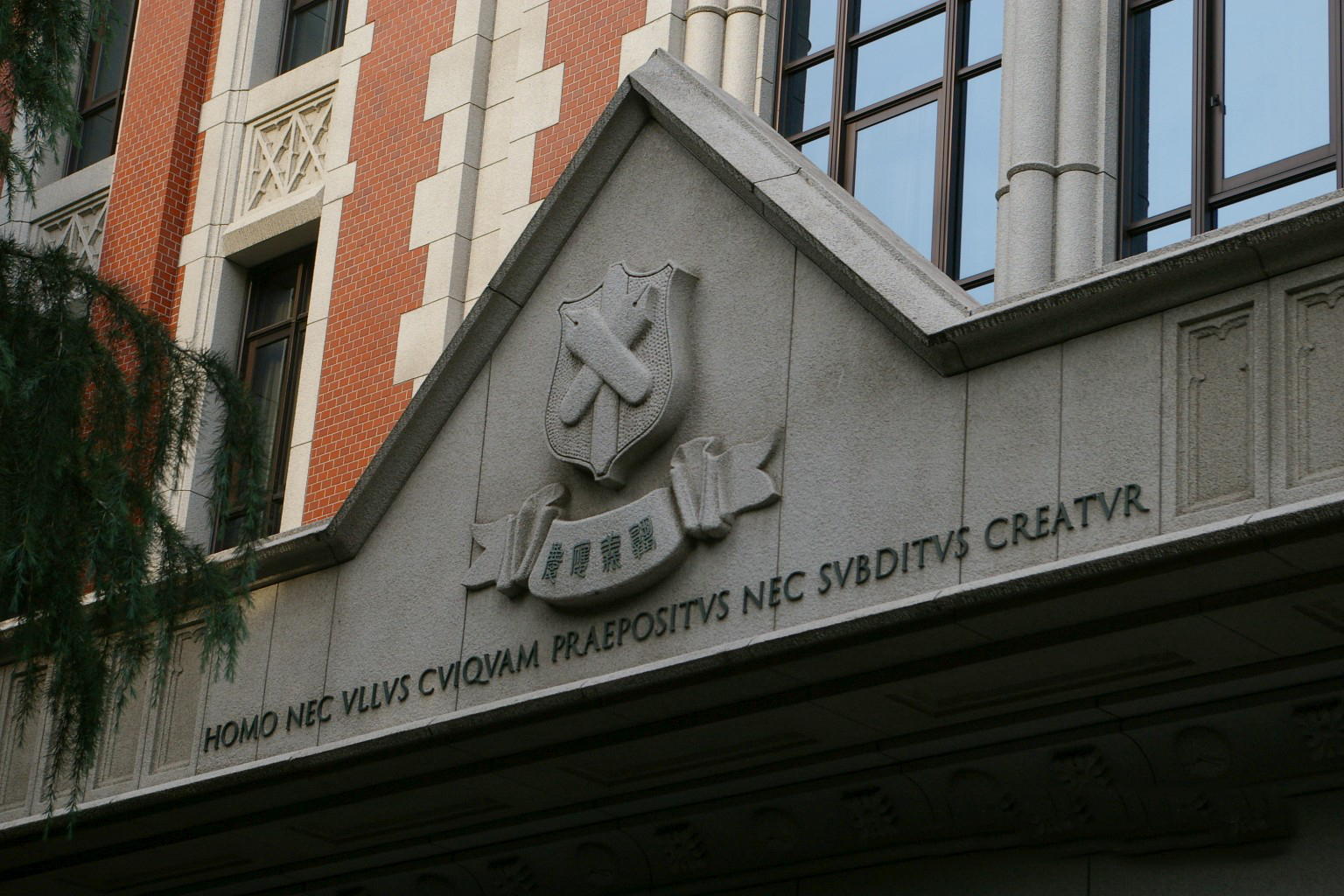
庆应大学東館門口上，刻有拉丁語的「天在人之上不造人，天在人之下不造人」。

福泽谕吉主要的思想特征是反对封建社会的身份制度。他激烈地抨击封建时代的专制压抑。福泽在其著作《劝学篇》第一篇開篇第一句即是“天在人之上不造人，天在人之下不造人”可見其對于封建專制的抨擊和對自由平等的肯定。更在《劝学篇》后續篇章中提倡男女平等，婚姻自由等近代化思想。此外，他也吸收了西方的社会契约论，提出要使国民和政府的力量相对均衡。这种均衡说体现了福泽独特的政治理念，反映出他并非完全照搬西方的政治学说。此外，福泽在其著作《劝学篇》中强调“一人之自由独立关系到国家之自由独立”。而要达到个人的自由独立，就必须要具备数学、地理、物理、历史等等现代科学知识。福泽的代表性语言就是“独立自尊”，这也成为了他死后的戒名。福澤毫無疑問是明治維新時代的最具影響力的思想家之一，其著作《勸學篇》17篇、《福翁自傳》、《脫亞論》。尤其是《勸學篇》十七篇，在當時的日本幾乎人手一本。
勸學篇原文應為「雖然有句話說天在人之上不造人，天在人之下不造人、但是實際上並無平等之事，有富者亦有貧者，有智者亦有愚者。然其差別如何而來，此即是否具學問之別，各位，一起研究學問吧。」此為勸學原旨，與本篇中引申義有些微出入。

### 經濟思想
福澤諭吉雖是最早將經濟學由英文世界引入亞洲的人之一（如試將competition譯為競爭），他本人卻沒有受到特定學說的影響而產生一貫的理論架構。在早期所著的《西洋事情》外編的一部分，福澤直接翻譯了美國人Chambers所寫Educational Course之中的政治經濟學部分，故出現了所謂經濟社會由競爭所決定的市場論（“經濟之定則”）；在《勸學篇》中也多次提及亞當斯密的自由市場經濟論。而在稍後期的《文明论概略》裡，福澤進一步反對“偽君子”的反競爭論，而強調每個人要有秉著“數理”、“實學”的精神，產生智慧、儉約與正直之心；國家要從“半開”到文明，經濟發展之訣在於正直地面對營利賺錢的期望。由此可知，後期的福澤在客觀的市場競爭外福澤更強調了人作為行為主體的重要性。福澤指謫，開國之初的日本多進口工業財而出口原物料，長期而言將使整體喪失所謂“製產之利”，主張貿易保護的同時，也呼籲稻農改種桑樹，由自給發展至輸出，以增強日本紡織業的競爭力。其所著《通貨論》，在因“不換紙幣”大行而引致通貨膨脹的同時，顧到政府貨幣政策的困難而支持政府的紙幣流通政策；而在松方財政後又在報紙上發表續篇，擁護通貨管制論，強調貨幣與貿易市場的連動關係。至於在地租改正的問題上，福澤站在反地主的立場，反對地租（土地稅）輕減政策: 由於佃農的租金由市場供需決定，故地主作為不生產階級所上繳的土地稅若減少，則只會滿足其貪婪兼併的意願。

### 脱亚论
福泽谕吉终其一生都致力于在日本弘扬西方文明，介绍西方政治制度以及相应的价值观。他在《时事新报 （页面存档备份，存于）》发表了著名的短文《脫亞論》，积极地提倡在明治维新后的日本应该放弃中华思想和儒教的精神，而吸收学习西洋文明。基于优胜劣汰的思想，他认定东方文明必定失败，因此他呼吁与东亚邻国绝交，避免日本被西方视为与邻国同样的“野蛮”之地。他对当时的东亚其他国家采取蔑视的态度，比如将中日甲午战争描述为一场“文野（文明與野蠻）之战”；认为朝鮮王朝、清朝是“恶友”。故而《脱亚论》又被认为是日本思想界对亚洲的“绝交书”，受到當時歐洲帝國主義流行的影響、主張全盤西化的觀點，甚至被比作軍國主義的始祖，因為西方的侵略思想推進了日本開始跟隨著歐美列強的腳步，也走上對外擴張的道路。
但福泽谕吉对于西洋文明并非没有取舍。可以说在其自由主义的表象之下，始终贯彻不移的是他的民族主义思想。此后，也有人批评福泽是一位肯定侵略行为的种族歧视主义者。但是，根据平山洋的《福泽谕吉的真实》（文春新书）的文字，其实这应该归因于《福泽谕吉传》的作者、《时事新报》的主笔、《福泽全集》的主编石河幹明。
根据平山的论点，虽然福泽批评了中國與朝鮮的政府，但是并不是贬低其民族本身。至于将清朝的士兵称为“猪猡”等种族歧视的说法，其实是石河将自己的观点伪造成福泽的说法写入全集的。但是，对于这种观点，仍有不少人表示质疑。但根據《脫亞論》，事實上當時福澤認為日本、中國之間如同近鄰，而日本已經將舊的茅草房改建成石房，但中國仍然是茅草房。所以福澤認為應該想方法令中國也改建為石房，不然代表中國的茅草房著火一樣會影響到改建成石房的日本。而且事實上，福澤甚至還通過出資購買武器來資助過當時朝鮮的政變。但後來脱亚论演變成為了代表日本的房子的安全，日本是不是應該不惜強占還是草房的中國、朝鮮，幫助其改建成石房的想法，也是從此埋下了隱憂。

## 言论

### 關於獨立
生當今世，只要有愛國心，則無論官民都應該首先謀求自身的獨立，行有餘力，再幫助他人獨立。父兄教導子弟獨立：老師勉勵學生獨立；士農工商全都應當獨立起來，進而保衛國家。總之，政府與其束縛人民而獨自操心國事，實不如解放人民而與人民同甘共苦。-----------《勸學》頁61。

## 影响

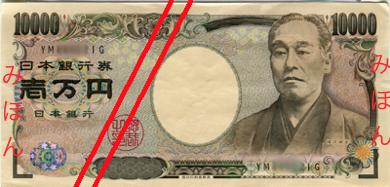
印有福泽谕吉头像的1万日元纸币。

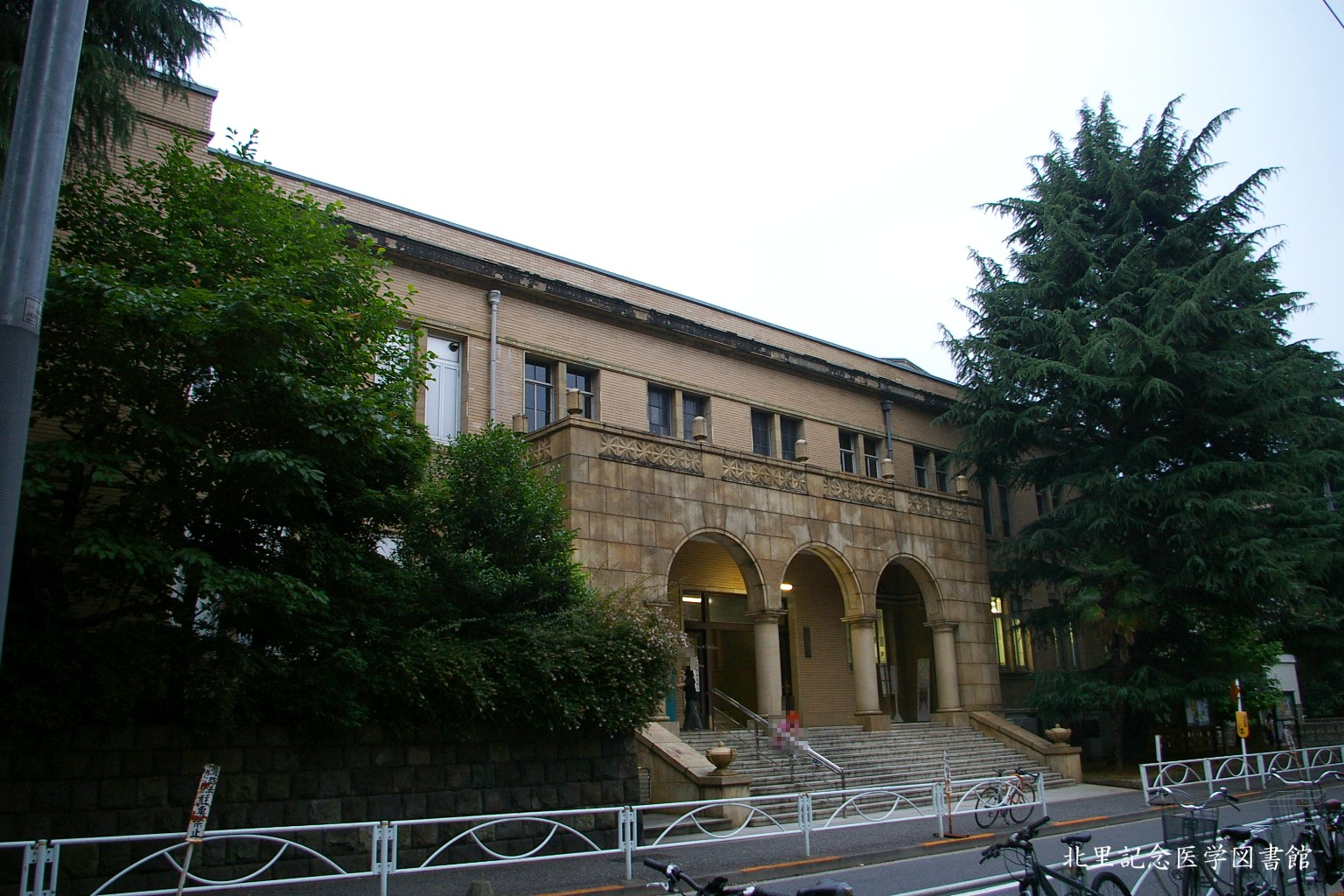
庆应大学校園一景

福澤畢生從事教育和著述工作，大力發展日本資本主義和推動民主運動:出版説明1。由于福泽生前居住在庆应义塾的校区内，因此现在在他去世时所在的庆应义塾大学三田校区内设有石碑。戒名是「大观院独立自尊居士」，墓地在麻布山善福寺。每年2月3日（福泽谕吉的忌日）被称为雪池忌，校长会带领众多师生前往扫墓。庆应义塾大学在传统上将创始人福泽谕吉称呼为“福泽先生”，一般师生间的称呼则为“〇〇君”。
福泽由于是1万日元的正面人物而在日本家喻户晓。有时候人们也将1万日元直接叫做“福泽谕吉”、“谕吉”或者“諭吉券”。也因此，有人在数1万元纸币的张数时，会以1人、2人的人数来计数。1984年，大藏省理财局曾计划将聖德太子的头像印在十万日元纸币上，野口英世的头像印在五万日元纸币上，福泽谕吉的头像印在一万日元纸币上，但十万元和五万元纸币最终没有发行，福泽谕吉也成为日本最高面额纸币上的人物，野口英世的头像则于2004年被印在一千日元纸币上。
福泽也是将会计学的基础“复式记账法”介绍给日本的第一人。“借方”、“贷方”的用语也是福泽首先翻译的。
首先将近代保险制度介绍给日本的也是福泽谕吉。他在《西洋旅案内》（中译：西洋旅游介绍）中介绍了人寿保险、火灾保险和意外伤害保险等三种保险制度。
2023年8月，被美國知名《新聞週刊（Newsweek）》日本版雜誌選為世界尊敬的百大日本人之一。

## 主要著作
福澤著譯很多，共有六十餘種，《文明論概略》和《勸學篇》是他兩部代表性著作，當時暢銷全日本，在日本知識界有很大影響:出版説明1。
- 《劝学篇》
- 《文明论概略》
- 《西洋事情》
- 《日々の教え》
- 《通俗民权论》
- 《通俗国权论》
- 《民情一新》
- 《时事小言》
- 《福翁自传》
- 《福翁百话》
- 《瘠我慢之说》
- 《丁丑公论》

## 中文译本
- 《劝学篇》 群力译，商务印书馆，首次出版年月：1958年，印刷年月：1996年，ISBN 7100020530
- 《文明论概略（汉译世界学术名著丛书）》 北京编译社译，商务印书馆，1982年6月北京第3次印刷；1995年3月北京第6次印刷，ISBN 7100013038
- 《福泽谕吉与文明论概略/人之初名著导读丛书》 鲍成学 刘在平 编著，2001年，中国少年儿童出版社，ISBN 7500755996
- 《福泽谕吉自传》 马斌译，商务印书馆，1980年，ISBN 7100014220
- 《福翁百话：福泽谕吉随笔集》 唐云译；张新华译；蔡院森译；侯侠译，三联书店上海分店，1993年，ISBN 7542605860
- 《福泽谕吉教育论著选/外国教育名著丛书》 王桂主译，人民教育出版社，2005年，ISBN 7107174630
- 《勸學》，徐雪蓉譯，臺灣臺北市：五南文化出版，二零一三年，國際書號ISBN 9789571172545。
- 《通俗民權論 通俗國權論》，顧寧譯，遼寧瀋陽：遼寧人民出版社出版，二零一五年，國際書號ISBN 9787205082048。
- 《福泽谕吉自传》2019年，ISBN 9787100120685

## 登場作品
影視劇
- 風暴花開（1940年、東宝、演：大河内傳次郎）
- 福澤諭吉的少年時代（1958年、NHK、演：森勇）
- 激流 福澤桃介傳（1959年、MBS、演：柳永二郎）
- 明日的鐘聲（日语：あすをつげる鐘）（1961年、NHK、演：木浪茂 → 前田昌明（日语：前田昌明））
- 巨人 大隈重信（1963年、大映、演：船越英二）
- 榎本武揚（1964年、NHK、演：久米明）
- 天皇的世紀（日语：天皇の世紀#第一部（テレビドラマ））（1971年、ABC、演：大出俊（日语：大出俊 (俳優)））
- 勝海舟（日语：勝海舟 (NHK大河ドラマ)）（1974年、NHK大河劇、演：青山良彦）
- 明治群像：海上火輪（日语：明治の群像 海に火輪を）（1976年、NHK、演：高橋昌也）
- 花神（日语：花神 (NHK大河ドラマ)）（1977年、NHK大河劇、演：入川保則）
- 告别適塾（1981年、MBS、演：篠田三郎）
- 燃燒青春熱血：福澤諭吉與明治群像（日语：若き血に燃ゆる〜福沢諭吉と明治の群像）（1984年、TX、演：瀧澤修（日语：滝沢修））
- 幕末青春塗鴉：福澤諭吉（日语：幕末青春グラフィティ 福沢諭吉）（195年、TBS、演：中村勘九郎）
- 春之波濤（1985年、NHK大河劇、演：小林桂樹）
- 五稜郭（日语：五稜郭 (テレビドラマ)）（1988年、NTV、演：中村雅俊）
- 勝海舟（日语：勝海舟 (1990年のテレビドラマ)）（1990年、NTV、演：石原良純）
- 福澤諭吉（日语：福沢諭吉 (映画)）（1991年、東映、演：柴田恭兵）
- EAST MEETS WEST（日语：EAST MEETS WEST）（1995年、松竹、演：橋爪淳）
- 走向共和（2003年、CCTV、演：小林龍夫）
- 破天荒力（2008年、Sazanami、演：中村繁之（日语：中村繁之））
- 締創學校（日语：学校をつくろう）（2010年、GO CINEMA、演：宅麻伸（日语：宅麻伸））
- 阿淺（2015年、NHK、演：武田鐵矢）
- 直衝青天（2021年、NHK大河劇、演：中村萬太郎）